# 史彌遠
史彌遠（1164年2月23日—1233年11月27日），字同叔，中國南宋中期丞相、权臣、奸臣。孝宗時代宰相史浩之子。兩浙東路鄞县人（今浙江寧波）。進封會稽郡王（從一品），逝世後特贈中书令，追封衛王，諡「忠獻」。

## 生平
淳熙六年（1179年），以蔭官補承事郎，八年（1181年），轉宣義郎。淳熙十四年（1187年），中進士。
宋寧宗時，任禮部侍郎，開禧二年（1206年），當時宰相韓侂冑打破隆興和議，發動開禧北伐，為金人所敗，以殺韓侂胄為談和條件。開禧三年（1207年）在寧宗與楊皇后授意下，史彌遠派人刺殺了韓侂冑，是為「玉津園之變」，還將韓侂冑首級交給金朝，並主持與金朝的談和，嘉定元年（1208年）成為宰相，掌握南宋的實權。

## 矯詔擁立宋理宗
史彌遠權勢熏灼，太子趙竑心不能平，常說要發配史彌遠到八千里外，並且預先定好「琼州或崖州」為其貶謫之處，史彌遠恐懼，潛僭密謀「伊尹、霍光之事」。嘉定十七年（1224年）寧宗病危，於是假傳聖旨立沂王趙貴誠為皇子，寧宗駕崩後，他聯同楊皇后義兄楊次山子楊谷及楊石，成功勸服楊皇后，矯詔擁立皇子趙貴誠繼位，是為宋理宗，並貶趙竑為濟王，藩封霅川（今浙江湖州）。寶慶元年（1225年）正月，霅川之變發生，又藉口謀反罪，賜死趙竑，史彌遠對外謊稱病故。彌遠因立宋理宗之功，更加掌握大權，至到1233年去世之前，史彌遠一直掌握南宋實權，前後掌政約25年，是宋朝掌政最久的宰輔。
宋朝以左相為尊，史彌遠卻刻意屈於右相，目的是使無人敢挑戰其權威，更藉此造成長期「獨相」執政的局面。
史彌遠死後，理宗得以親政，但其姪史嵩之仍居高位掌權一時。史浩、史彌遠、史嵩之祖孫三代皆拜相，尤其史弥远的政治地位过于突出，使宋理宗的光芒被湮没，有“渊默十年无为”之说。

## 家族
- 高祖母：葉氏
- 曾祖父：史詔
- 祖父：史師仲
- 祖母：洪氏
- 父：史浩
- 母：周氏
- 兄：史彌大、史彌正
- 弟：史彌堅
- 妻：潘友松（潘畤與李孟琰之女）
- 妾：黎妙沖[3]
- 子：史宅之、史宇之
- 女：史氏，嫁趙汝楳
- 族侄：史嵩之
- 甥：夏周篆

## 评价
史彌遠竄改寧宗的遺詔，立宋理宗繼位，並假借霅川之變迫死濟王趙竑，干擾皇統的繼立，相較於南宋其他的權臣更為過份，例如秦檜即使察覺到身為皇子的宋孝宗經常與自己作對，但並未改變宋孝宗的皇儲身份。
史彌遠在位時权势滔天，涉及中饱私囊、镇压异己、废杀皇储等，使得南宋政事腐败而步入下坡期，评其为奸臣也不为过，但由於史彌遠並不太反對理學，因此《宋史》未將史彌遠列入《奸臣傳》。《宋史·史彌遠傳》只形容彌遠“迨寧宗崩，廢濟王，非寧宗意。立理宗，又獨相九年，擅權用事，專任儉壬。理宗德其立己之功，不思社稷大計，雖台諫言其奸惡，弗恤也。”傳中評論又指出“史彌遠廢親立疏，諱聞直言.....彌遠之罪既著，故當時不樂嵩之之繼也，因喪起復，群起攻之，然固將才也。”

## 延伸阅读
[在维基数据编辑]
 《宋史/卷414》，出自脱脱《宋史》
 在维基共享资源阅览影像
小林晃〈南宋後期史彌遠專權內情及其嬗變 （页面存档备份，存于）〉